# Conky
Conky est un moniteur système pour le système de fenêtrage X Window s'affichant en arrière-plan sur le bureau. Il est compatible avec les systèmes GNU/Linux et BSD. Conky est capable de surveiller quasiment toutes les variables du système : processeur, mémoire, swap, espace disque, température(s), upload, download, messages du système, et beaucoup d'autres.
Il est utilisé dans des distributions comme Bunsenlab (voir CrunchBang Linux) sur des configurations matérielles avec très peu de ressources système. 

## Historique
Conky est un fork de torsmo, un moniteur système qui n'est plus maintenu. Ce dernier est toutefois préféré dans les systèmes où les applications qui utilisent peu de ressources sont demandées. Conky tire son nom d'un personnage dans le programme canadien de télévision Trailer Park Boys.

## Configuration
Conky utilise sa propre syntaxe de configuration. Il peut être amélioré via des scripts externes, et est capable d'utiliser des variables extérieures à l'ordinateur (météo, RSS, …).
Un exemple de configuration basique de conky :
```
conky.config = {
    alignment = 'middle_middle',
    background = false,
    border_width = 1,
    cpu_avg_samples = 2,
	default_color = 'white',
    default_outline_color = 'white',
    default_shade_color = 'white',
    draw_borders = false,
    draw_graph_borders = true,
    draw_outline = false,
    draw_shades = false,
    use_xft = true,
    font = 'Free Mono:size=30',
    gap_x = 5,
    gap_y = 60,
    minimum_height = 5,
	minimum_width = 400,
    net_avg_samples = 2,
    no_buffers = true,
    out_to_console = false,
    out_to_stderr = false,
    extra_newline = false,
    own_window = true,
    own_window_class = 'Conky',
    own_window_type = 'desktop',
    stippled_borders = 0,
    update_interval = 1.0,
    uppercase = false,
    use_spacer = 'none',
    show_graph_scale = false,
    show_graph_range = false
}

conky.text = [[
${time %H:%M}
]]

```

Et ci-dessous la configuration écrite avec la syntaxe compatible jusqu'à Conky v1.10.8 (2018).
```
update_interval 30

own_window yes
own_window_type desktop

use_xft yes
xftfont DejaVu Sans:size=14

alignment bottom_right

TEXT
${time %H:%M}

```